# Далехови
Далехови (пол. Dalechowy) — село в Польщі, у гміні Імельно Єнджейовського повіту Свентокшиського воєводства.
Населення — 149 осіб (2011).
У 1975-1998 роках село належало до Келецького воєводства.

## Демографія
Демографічна структура на день 31 березня 2011 року:
|          | Загалом | Допрацездатний вік | Працездатний вік | Постпрацездатний вік |
| -------- | ------- | ------------------ | ---------------- | -------------------- |
| Чоловіки | 74      | 17                 | 46               | 11                   |
| Жінки    | 75      | 16                 | 38               | 21                   |
| Разом    | 149     | 33                 | 84               | 32                   |